# Een spel van droom en werkelijkheid
Een spel van droom en werkelijkheid is een hoorspel van J.L.G. Jarichs (Olaf J. de Landell). De AVRO zond het uit op donderdag 30 december 1965. De regisseur was Emile Kellenaers. De uitzending duurde 37 minuten.

## Rolbezetting
- Eva Janssen (Herma Jelgers, een bejaarde actrice)
- Dogi Rugani (de directrice)
- Corry van der Linden (zuster Gerda)
- Elly den Haring (zuster Annet)
- Els Buitendijk (zuster Lenie)
- Paula Majoor (zuster Maya)
- Harry Bronk (de dokter)
- Lieke van Bommel (Hansje)

## Inhoud
In De Rusthoeve heeft een bejaarde actrice haar intrek genomen. Ze bracht liefst achttien koffers mee en de zusters denken dan ook dat ze schatrijk moet zijn. Aan zuster Gerda, die haar een kopje thee komt brengen, stelt ze zich voor als Nora en in de loop van hun gesprek speelt ze scènes uit Ibsens gelijknamige toneelstuk. De volgende dag is ze Maria Stuart…